# Роксборо (Северна Каролина)
Роксборо (енгл. Roxboro) град је у америчкој савезној држави Северна Каролина.

## Демографија
По попису из 2010. године број становника је 8.362, што је 334 (-3,8%) становника мање него 2000. године.
| Група             | 2000.         | 2010.         |
| Белци             | 4.264 (49,0%) | 3.510 (42,0%) |
| Афроамериканци    | 3.948 (45,4%) | 3.917 (46,8%) |
| Азијати           | 21 (0,2%)     | 31 (0,4%)     |
| Хиспаноамериканци | 329 (3,8%)    | 730 (8,7%)    |
| Укупно            | 8.696         | 8.362         |